# Уйвар (еялет)
47°59′00″ пн. ш. 18°09′00″ сх. д. / 47.9833° пн. ш. 18.15° сх. д.
Еялет Уйвар або Уйварський пашалик (осман. ایالت اویوار) — адміністративно-територіальна одиниця Османської імперії. Існував у 1663—1685 роках. Утворився після османських завоювань в Угорщині. Ліквідовано за результатами Великої турецької війни.

## Історія
У 1663 році після початку чергової війни з Австрією великий візир Фазіл Ахмед Кепрюлю рушив в Угорщину, де захопив міста Нове-Замки, Нітра, Новий Граф. Вашварський мир 1664 року закріпив такі завоювання.
З цих земель було утворено новий еялет. Нове-замки перейменовано в Уйвар. За його назвою звалася уся провінція. Її безпосередніми завданнями були, з одного боку, захист з півночі будинського пашалику, а з другого, фортеці цього еялету слугували базами для наступу в Північну Угорщину (сучасна Словаччина), а також допомога кримськотатарським загонам у нападах на Моравію. Залога уйвару становила 2 тис. яничар і 800 спагіїв.
З початком великої турецької війни у 1683 році з фортець еялету здійснювалися набіги на австрійську Угорщину, Австрію та Моравію. Поразка у 1683 році під Віднем поставила османські війська в складне становище. У 1685 році майже всі міста еялету було захоплено військами Священної ліги на чолі із Енеєм-Сильвієм Капрара. Фактично еялет перестав існувати. Таке становище було закріплено Карловицьким договором 1699 року.

## Структура
Еялет складався з 6 санджаків: Новіград, Бужак, Левіце, Глоговец, Шаштін-Страже та Нітра.

## Економіка
Османський уряд стимулював заселення міст провінції: сюди перебиралися мусульмани та жиди. Надані було пільги для ремісників і торговців. Щорічна данина становила 1 млн 90 тис. 150 акче. За переписом 1670 року немусульмани становили 20 183 особи, що сплачували джизью у 50 акче кожен.